# Lillsjön (Ösmo socken, Södermanland, 653781-161820)
Lillsjön är en sjö i Nynäshamns kommun i Södermanland och ingår i Tyresån-Trosaåns kustområde. Sjön är 1,6 meter djup, har en yta på 0,011 kvadratkilometer och befinner sig 40 meter över havet.